# یاکشیوانوو
یاکشیوانوو (انگلیسی: Yakshivanovo) یک شهرک در شهرستان اوفیمسکی استان باشقیرستان کشور روسیه است.